# Flavio Giupponi
Flavio Giupponi (nacido el 9 de mayo de 1964 en Bérgamo) fue un ciclista italiano, profesional entre finales de la década de 1980 y principios de 1990.

## Palmarés
1984
- Settimana Ciclistica Lombarda
- Giro del Valle de Aosta

1985
- Giro de las Regiones, más 1 etapa

1989
- 2.º en el Giro de Italia, más 1 etapa

1990
- 3.º en el Campeonato de Italia de ciclismo en ruta
- Giro de los Apeninos

## Resultados en Grandes Vueltas
| Carrera         | 1985 | 1986 | 1987 | 1988 | 1989 | 1990 | 1991 | 1992  | 1993 | 1994 |
| --------------- | ---- | ---- | ---- | ---- | ---- | ---- | ---- | ----- | ---- | ---- |
| Giro de Italia  | -    | 43.º | 5.º  | 4.º  | 2.º  | 17.º | Ab.  | 14.º  | 11.º | 17.º |
| Tour de Francia | -    | -    | -    | -    | -    | Ab.  | -    | -     | -    | -    |
| Vuelta a España | -    | -    | -    | -    | Ab.  | -    | Ab.  | 101.º | Ab.  | Ab.  |
| Mundial en Ruta | -    | -    | -    | -    | -    | -    | -    | -     | -    | -    |